# Inmigración saharaui en España
La inmigración saharaui en España se refiere al asentamiento de ciudadanos del Sahara Occidental en el Reino de España.
De acuerdo con una sentencia del Tribunal Supremo de 2020, los saharauis nacidos en el territorio español del Sahara Español que no optaron a la nacionalidad española conforme al RD 2258/1976 de 10 de agosto de 1976 sobre opción de la nacionalidad española por parte de los naturales del Sahara, han perdido el derecho a la nacionalidad española. España no reconoce a la RASD por lo que no hay datos oficiales sobre la emigración desde la RASD. Los residentes de Sahara Occidental ocupado por el Reino de Marruecos tienen nacionalidad marroquí, y los residentes en la zona bajo jurisdicción de la República Saharaui y en Campos de Refugiados de Tinduf, en su mayoría son considerados legalmente apátridas.
Hay estimaciones que hablan de entre 3.000 y 12.000 saharuis asentados en Comunidad de Madrid, Cataluña, Comunidad Valenciana, Región de Murcia, Andalucía, Islas Canarias, País Vasco y Extremadura.

## Antecedentes de la presencia saharaui en España
El Sáhara Occidental fue parte del Imperio colonial español en África desde el final del siglo XIX. En concreto, fue en 1884 cuando el aragonés Emilio Bonelli comandó una expedición de la Sociedad Española de Africanistas y Colonistas a la zona de la península de Río de Oro, sur del Sahara Occidental, arribando a lo que más tarde sería Villa Cisneros.
La presencia española en la zona le valió para afianzar el dominio tal como las potencias habían acordado en la Conferencia de Berlín, en la que participó el sevillano Francisco Merry y Colom por parte de España. Durante los siguientes años, España buscaría aumentar el dominio en la zona también deseada por Francia, logrando las Posesiones españolas del Sahara Occidental (Sahara Occidental y franja sur de Marruecos) y fracasando en algunas empresas como la toma de Tiris Zemmur y Adrar, que finalmente terminaron en el Imperio colonial francés.
Hasta 1946 el Sahara fue una colonia administrativa de España, siendo totalmente reconocida por el rival colonial más próximo, Francia, en el Tratado de Fez de 1912. Durante todos los años de administración colonial, los españoles fundaron varios fuertes y ciudades como Villa Cisneros (1884), La Güera (1920) o El Aaiún (1938 como fuerte, 1940 como ciudad).
En 1946, el Sahara fue unido al resto de colonias españolas en el África occidental para formar el África Occidental Española, a imitación de su homólogo francés. Esta distribución administrativa duraría hasta 1958, año en que la entonces colonia española fue dividida en provincias. En el caso del Sahara quedó como una provincia, siendo separada de Sidi Ifni, formada como provincia de Ifni y los territorios del Marruecos español cedidos al recién formado Reino de Marruecos en 1956 tras el acuerdo de Cintra.
De 1958 a 1976, la provincia del Sahara fue una más de la organización territorial de la España franquista, lo que permitía una libre circulación entre la anterior colonia y la metrópoli tanto peninsular como de los archipiélagos canario y balear de los ciudadanos saharauis.
Entre 1975 y 1976, con los acontecimientos de la invasión marroquí del Sahara (conocida como «Marcha Verde») y la posterior ocupación marroquí del territorio español en proceso de descolonización, la realidad administrativa de los ciudadanos saharauis entró en un limbo que persiste hasta nuestros días.
Tras las acciones militares de Marruecos en el Sahara Occidental en 1975, muchos saharauis se exiliaron y refugiaron en países cercanos, siendo el mayor número los refugiados que acabaron en los Campos de refugiados de Tinduf, aunque algunos pocos tendrían la posibilidad de exiliarse a España ya fuese por su cuenta o como parte del personal civil evacuado en la Operación Golondrina.
También hubo una pequeña segunda ola de refugiados saharauis camino a España durante la guerra del Sahara Occidental, exiliados que esperaron en la antigua metrópoli un mejor recibimiento que resultó frío y poco amable, siendo de peor grado que el recibido por parte de otros espacios coloniales del África española como los exiliados de Guinea Ecuatorial.

## Inmigrantes saharauis

### Ciudadanos nacionalizados españoles
Al ser las últimas dos décadas de administración española en el Sahara una provincia y no una colonia, la práctica totalidad de la población saharaui de la época contaba con el Documento nacional de identidad español, lo que les sirvió para nacionalizarse españoles tanto ellos mismos, como muchos de sus descendientes que optaron por la nacionalización tras demostrar ser hijos de ciudadanos españoles nacionalizados por ese método o que hubieran vivido en el Sahara español.
También ha habido casos de saharauis nacionalizados españoles tras haber presentado pasaportes marroquíes, argelinos o mauritanos, aunque la cifra exacta de ambos métodos se desconoce.

### Refugiados políticos
En España a fecha de 2020 había unos 6.000 refugiados apátridas, según datos del Ministerio del Interior. Según el mismo órgano, un 94 % de estos apátridas, unas 5.640 personas, eran saharauis (considerados apátridas en España por el no reconocimiento de la República Árabe Saharaui Democrática).
Además, las cifras de solicitudes de refugiados que siguen atendiéndose en los órganos españoles, siguen siendo de una amplísima mayoría saharaui que, si bien hasta 2007 apenas obtuvieron concesiones favorables, a partir de 2008 han visto fructificar considerablemente estas solicitudes.

## Cuestión de la nacionalidad saharaui
Al no reconocer España a la República Árabe Saharaui Democrática, pues nunca ha reconocido la pérdida de la soberanía sobre el Sahara Occidental, aunque sí su administración en pro de Mauritania y Marruecos tras el Acuerdo Tripartito de Madrid de 1975, existe una cuestión legal sobre si los saharauis tienen derecho a la nacionalidad española o si, por el contrario, deben optar por la nacionalidad marroquí o mauritana.
El doctor en Derecho y profesor de la Universidad de Barcelona, Manuel Jesús López Baroni, sitúa en el Real Decreto 2258/1976, de 10 de agosto, sobre opción de la nacionalidad española por parte de los naturales del Sahara, la solución a esta cuestión, puesto que en el citado RD se reconoce: el derecho a optar por la nacionalidad española a los naturales del Sahara que, residiendo en territorio nacional, estén provistos de documentación general española.
Tradicionalmente las instituciones españolas han optado por esta vía hasta la Sentencia 1240/2020 del Tribunal Supremo de 29 de mayo de 2020 por parte de Francisco Marín Castán que estableció que el Sahara no puede ser considerado España a los efectos de la nacionalidad de origen. La sentencia fue recurrida por parte de la Asociación Profesional de Abogados Saharauis en España (APRASE) al Tribunal Europeo de Derechos Humanos.